# Jan Koutný
Jan Koutný (ur. 24 czerwca 1897 w Vyškovie, zm. 18 lipca 1976 w Pradze) – czechosłowacki gimnastyk, medalista olimpijski z Paryża i Amsterdamu.